# Desa Panyiaran
Desa Panyiaran är en administrativ by i Indonesien.   Den ligger i provinsen Jawa Barat, i den västra delen av landet, 220 km sydost om huvudstaden Jakarta.